# تقویم انتخابات‌های ملی ۲۰۲۰
تقویم انتخاباتی سال ۲۰۲۰ میلادی فهرستی است از انتخابات‌های مستقیم ملی و فدرال که در این سال در همهٔ کشورهای مستقل و قلمروهای وابسته‌ جهان برگزار می‌شود. انتخابات‌های میان‌دوره‌ای در این فهرست گنجانده نشده‌اند اما همه‌پرسی‌های ملی در آن وجود دارند. سعی شده تا جای ممکن تاریخ‌های دقیق یاد شوند.

## زمان‌بندی

### ژانویه
- ۱۱ ژانویه: تایوان، ریاست‌جمهوری و پارلمانی
- تا ۲۰ ژانویه: کرواسی، ریاست‌جمهوری (دور نخست)
- ۲۶ ژانویه: پرو، پارلمانی

### فوریه
- ۹ فوریه: کامرون، پارلمانی
- ۲۱ فوریه: ایران، پارلمانی
- ۲۹ فوریه: اسلواکی، پارلمانی

### مارس
- ۲ مارس: گویان، پارلمانی
- جزایر فالکلند، همه‌پرسی
- تاجیکستان، پارلمانی
- ایالات فدرال میکرونزی، همه‌پرسی استقلال چوکه‌سه

### آوریل
- ۱۲ آوریل: مقدونیه شمالی، پارلمانی
- ۱۵ آوریل: کره جنوبی، پارلمانی
- صربستان، پارلمانی

### مه
- ۱۷ مه: جمهوری دومینیکن، پارلمانی

### اوت
- بلاروس، ریاست‌جمهوری

### سپتامبر
- ۶ سپتامبر: کالدونیای جدید، همه‌پرسی استقلال

### اکتبر
- ۱۱ اکتبر: لیتوانی، پارلمانی (دور نخست)
- ۲۵ اکتبر: لیتوانی، پارلمانی (دور دوم)
- ۳۱ اکتبر: ساحل عاج، پارلمانی

### نوامبر
- ۱ نوامبر: بلیز، پارلمانی
- ۳ نوامبر: ایالات متحده، ریاست‌جمهوری، مجلس نمایندگان و سنا
- ۲۱ نوامبر: نیوزیلند، پارلمانی
- تاجیکستان، ریاست‌جمهوری

### دسامبر
- ۲۳ دسامبر: کرواسی، پارلمانی

## تاریخ نامشخص
- اتیوپی، پارلمانی
- ایرلند، همه‌پرسی قانون اساسی
- بورکینافاسو، همه‌پرسی قانون اساسی
- تانزانیا، پارلمانی
- ترینیداد و توباگو، پارلمانی
- چاد، پارلمانی
- رومانی، پارلمانی
- سودان، ریاست‌جمهوری و پارلمانی
- سومالی‌لند، پارلمانی
- قطر، پارلمانی
- کویت، پارلمانی
- کیریباتی، پارلمانی
- گرجستان، پارلمانی
- گینه، همه‌پرسی قانون اساسی و پارلمانی
- لهستان، ریاست‌جمهوری
- لیبی، ریاست‌جمهوری و پارلمانی
- مالی، پارلمانی
- مصر، پارلمانی
- مونته‌نگرو، پارلمانی
- میانمار، سراسری
- هائیتی، پارلمانی